# Comusia simillima
Comusia simillima là một loài bọ cánh cứng trong họ Cerambycidae.